# 1970 w muzyce
Wydarzenia muzyczne w 1970 roku.

## Wydarzenia
- Założenie firmy nagraniowej Rounder Records w Cambridge w stanie Massachusetts w USA
- Założenie zespołu Kraftwerk przez Floriana Schneidera – Esleblena i  Ralfa Hüttera. Zespół powstał w Düsseldorfie
- 14 stycznia – Diana Ross występuje z the Supremes ostatni raz we Frontier Hotel w Las Vegas
- 26–30 stycznia na targach MIDEM zaprezentowano premierowo album Niemen Enigmatic
- 21 marca – oficjalna data powstania zespołu Trzy Korony, który założył Krzysztof Klenczon po odejściu z Czerwonych Gitar
- 25 marca w USA ukazuje się Band of Gypsys – ostatnia płyta wydana za życia Jimiego Hendriksa
- 1 kwietnia – ostatnia sesja nagraniowa The Beatles, podczas której Ringo Starr dogrywa perkusję do trzech piosenek.
- 10 kwietnia – Paul McCartney oświadcza, że opuszcza The Beatles
- 15 maja – The Beatles wydają ostatni album, Let It Be, w USA
- 6 czerwca – zostaje wydany Third, trzeci album Soft Machine
- 8 czerwca – zostaje wydany dziesiąty album Boba Dylana i drugi podwójny Self Portrait
- Czerwiec – Deep Purple wydaje płytę Deep Purple in Rock, która zapoczątkowała ruch heavymetalowy
- 21 października – zostaje wydany jedenasty album Boba Dylana New Morning
- 31 grudnia – Paul McCartney rozpoczął proces przeciwko pozostałym członkom zespołu The Beatles
- Aerosmith rozpoczyna karierę
- Queen rozpoczyna karierę

## Urodzili się
- 2 stycznia
  - Raymond Ebanks, fiński raper zespołu Bomfunk MC’s
  - Eric Whitacre, amerykański kompozytor, dyrygent i mówca znany ze swoich kompozycji chóralnych i orkiestrowych
- 3 stycznia – Jacek Chrzanowski, polski gitarzysta basowy i kompozytor
- 4 stycznia – Katarzyna Jamróz, polska aktorka i piosenkarka
- 5 stycznia – Gianfranco Randone, włoski piosenkarz i basista
- 6 stycznia – Janusz Borzucki, polski muzyk, klawiszowiec Dżemu
- 9 stycznia
  - Lara Fabian, belgijsko-włoska piosenkarka popowa
  - Alex Staropoli, włoski klawiszowiec metalowy i kompozytor
- 12 stycznia
  - Raekwon, właśc. Corey Woods, amerykański raper
  - Sharam, właśc. Sharam Tayebi, irańsko-amerykański DJ i producent muzyczny
- 23 stycznia – Alex Gaudino, włoski DJ i producent muzyczny
- 24 stycznia – Adam Pierończyk, polski saksofonista jazzowy
- 3 lutego – Richie Kotzen, amerykański gitarzysta rockowy, multiinstrumentalista, kompozytor, wokalista oraz autor tekstów piosenek
- 7 lutego – Marzena Komsta, polska kompozytorka muzyki poważnej, współczesnej i elektronicznej
- 16 lutego – Serdar Ortaç, turecki piosenkarz i kompozytor
- 27 lutego – Patricia Petibon, francuska śpiewaczka (sopran koloraturowy)
- 4 marca – Izabela Kopeć, polska piosenkarka, śpiewaczka (mezzosopran)
- 5 marca – John Frusciante, amerykański muzyk, gitarzysta, wokalista, autor tekstów i producent muzyczny
- 15 marca – Marcin Grochowina, polski pianista jazzowy, kompozytor, aranżer
- 16 marca – Joakim Berg, szwedzki piosenkarz, autor tekstów, muzyk, gitarzysta zespołu Kent i producent muzyczny
- 20 marca – Robert Gliński, polski gitarzysta, kompozytor, animator kultury
- 21 marca – Justine Suissa, brytyjska piosenkarka i autorka tekstów
- 22 marca – Andreas Johnson, szwedzki piosenkarz i autor tekstów
- 24 marca – Sharon Corr, irlandzka chórzystka i skrzypaczka
- 2 kwietnia – DJ Randall, brytyjski DJ i producent muzyczny (zm. 2024)
- 3 kwietnia
  - James MacDonough, amerykański muzyk heavymetalowy, kompozytor i gitarzysta basowy
  - Jacek Musiatowicz, polski wokalista, gitarzysta, autor tekstów, poeta i kompozytor
- 4 kwietnia – Rebekka Bakken, norweska kompozytorka, autorka tekstów i piosenkarka jazzowa
- 7 kwietnia
  - Maciej Kurowicki, polski wokalista, autor tekstów, leader i założyciel zespołu Hurt
  - Divna Ljubojević, serbska wokalistka oraz założycielka, dyrygent i kierownik artystyczny chóru Melodi
- 10 kwietnia – Piotr „Glaca” Mohamed, polski muzyk, producent muzyczny, autor tekstów i wokalista pochodzenia sudańskiego
- 16 kwietnia – Dero Goi, właśc. Stephan Musiol, niemiecki wokalista, perkusista i autor tekstów piosenek, współzałożyciel zespołu Oomph!
- 18 kwietnia – Therese Merkel, szwedzka piosenkarka, członkini zespołu Alcazar
- 22 kwietnia – Dan Warner, amerykański gitarzysta (zm. 2019)
- 29 kwietnia – Julian Piotrowiak, polski gitarzysta rockowy, znany jako basista zespołu Pidżama Porno
- 30 kwietnia – Marcin Szyszko, polski perkusista rockowy, muzyk grupy Wilki w latach 1992–2006 (zm. 2013)
- 2 maja – Naoki Satō, japoński producent i kompozytor muzyki do seriali anime
- 4 maja – Miho Nakayama, japońska aktorka, piosenkarka, modelka (zm. 2024)
- 9 maja – Ghostface Killah, amerykański raper
- 10 maja
  - Craig Mack, amerykański raper (zm. 2018)
  - Gabriela Montero, amerykańska pianistka klasyczna pochodzenia wenezuelskiego, laureatka III nagrody na XIII Międzynarodowym Konkursie Pianistycznym im. Fryderyka Chopina
- 15 maja – Prince Be, amerykański muzyk hip-hop (zm. 2016)
- 17 maja – Jordan Knight, amerykański piosenkarz, członek boysbandu New Kids on the Block
- 21 maja
  - Krzysztof Herdzin, polski doktor sztuk muzycznych, pianista, kompozytor, aranżer, dyrygent, producent muzyczny, multiinstrumentalista
  - Krzysztof Pełech, polski gitarzysta klasyczny, wykładowca Akademii Muzycznej w Bydgoszczy
- 23 maja – Matt Flynn, amerykański perkusista zespołu Maroon 5
- 24 maja – Tommy Page, amerykański piosenkarz i kompozytor (zm. 2017)
- 27 maja – Marcin Miller, polski piosenkarz disco polo
- 1 czerwca – Tomasz Kupiec, polski muzyk, kontrabasista i gitarzysta basowy, aranżer, producent, pedagog muzyczny
- 8 czerwca – Seu Jorge, brazylijski muzyk, piosenkarz, autor tekstów i aktor
- 10 czerwca – Loredana Groza, rumuńska piosenkarka popowa, modelka, aktorka i prezenterka telewizyjna
- 16 czerwca – Marcin Ciurapiński, polski muzyk, kompozytor, autor tekstów, basista i współzałożyciel zespołu Big Day
- 19 czerwca – Wojciech Balczun, polski menedżer i muzyk, prezes Kolei Ukraińskich, były prezes PKP Cargo, gitarzysta zespołu Chemia
- 21 czerwca
  - Taras Czubaj, ukraiński muzyk rockowy, wokalista, kompozytor, tekściarz
  - Pete Rock, właśc. Peter Phillips, amerykański raper, DJ i producent muzyczny
  - Adam Prucnal, polski skrzypek, pianista, kompozytor, producent muzyczny
- 23 czerwca – Yann Tiersen, francuski kompozytor i muzyk–minimalista
- 24 czerwca – Glenn Medeiros, amerykański wokalista i autor tekstów
- 26 czerwca – Irv Gotti, amerykański producent muzyczny (zm. 2025)
- 29 czerwca – Magda Turowska, polska wokalistka, muzyk i menedżer kultury
- 5 lipca – O.G. Style, właśc. Eric Woods, amerykański raper (zm. 2008)
- 6 lipca – Roger Cicero, niemiecki piosenkarz jazzowy (zm. 2016)
- 9 lipca – Neil Nongkynrih, indyjski pianista i dyrygent (zm. 2022)
- 12 lipca – Janusz Zdunek, polski muzyk jazzowy, trębacz
- 15 lipca – Chi Cheng, amerykański muzyk, basista grupy Deftones (zm. 2013)
- 24 lipca – Anja Garbarek, norweska piosenkarka, aktorka i kompozytorka muzyki filmowej
- 26 lipca – Joan Wasser, amerykańska skrzypaczka i piosenkarka oraz autorka tekstów
- 27 lipca – Chris Ward, nowozelandzki akustyk, realizator dźwięku, montażysta dźwięku, postsynchronów i dubbingu
- 2 sierpnia – Jun Senoue, japoński kompozytor i gitarzysta
- 8 sierpnia – Sophia Latjuba, indonezyjska aktorka i piosenkarka
- 16 sierpnia – Tore Ylwizaker, norweski muzyk rockowy, gitarzysta i klawiszowiec zespołu Ulver (zm. 2024)
- 17 sierpnia
  - Donnacha Dennehy, irlandzki kompozytor i pedagog
  - Tomasz Kasprzyk, polski muzyk, kompozytor, producent muzyczny, inżynier dźwięku i multiinstrumentalista, a także dziennikarz radiowy i telewizyjny
- 21 sierpnia – Samuli Putro, fiński piosenkarz i muzyk
- 23 sierpnia
  - Brad Mehldau, amerykański pianista jazzowy
  - Saafir, amerykański raper, producent muzyczny i aktor (zm. 2024)
- 27 sierpnia – Tony Kanal, angielski basista, muzyk amerykańskiej grupy No Doubt
- 28 sierpnia – Jacek Kuderski, polski kompozytor, wokalista i instrumentalista, muzyk zespołu Myslovitz
- 31 sierpnia – Epic Mazur, amerykański piosenkarz, raper, basista zespołu Crazy Town i producent muzyczny
- 1 września
  - Joanna Prykowska, polska wokalistka i autorka tekstów
  - Vanna, właśc. Ivana Ranilović-Vrdoljak, chorwacka piosenkarka
- 3 września – Adibah Noor, malezyjska aktorka i piosenkarka (zm. 2022)
- 5 września
  - Steve Kmak, amerykański basista
  - Adam Mikołajewski, polski perkusista rockowy
- 6 września – Kim English, amerykańska piosenkarka stylów: electronica, soul, gospel i house (zm. 2019)
- 8 września
  - Oleg Emirow, rosyjski kompozytor, aranżer, klawiszowiec (zm. 2021)
  - Mariusz Szczerski, polski muzyk, wokalista narodowosocjalistycznego zespołu Honor (zm. 2005)
  - Lars Vogt, niemiecki pianista i dyrygent (zm. 2022)
- 12 września – Sławomir Cywoniuk, polski perkusista metalowy, członek zespołu Dead Infection (zm. 2020)
- 23 września – Ani DiFranco, amerykańska piosenkarka, gitarzystka i autorka piosenek
- 29 września – Bruce Williamson, amerykański piosenkarz R&B i soul, muzyk zespołu The Temptations (zm. 2020)
- 1 października – Samuele Bersani, włoski piosenkarz pop, autor tekstów
- 2 października – Michał Nagy, polski gitarzysta i pedagog
- 5 października
  - Tord Gustavsen, norweski pianista jazzowy, kompozytor
  - Peter Rosser, brytyjski kompozytor (zm. 2014)
- 10 października – Rhys Fulber, kanadyjski muzyk; kompozytor, producent muzyczny, instrumentalista klawiszowiec
- 12 października – Origa, właśc. Olga Witaljewna Jakowlewa, rosyjska piosenkarka (zm. 2015)
- 13 października – Paul Potts, walijski śpiewak operowy (tenor)
- 25 października
  - Jon Bunch, amerykański piosenkarz rockowy i autor piosenek (zm. 2016)
  - Adam Goldberg, amerykański aktor, reżyser, producent oraz kompozytor
  - Adam Strug, polski śpiewak i instrumentalista, autor piosenek, poeta, kompozytor muzyki teatralnej i filmowej, producent i kurator muzyczny, scenarzysta filmów dokumentalnych, etnomuzykolog, popularyzator muzyki tradycyjnej
- 28 października – Mark Keds, angielski piosenkarz, autor piosenek, gitarzysta (zm. 2021)
- 29 października
  - Krzysztof Raczkowski, polski perkusista (zm. 2005)
  - Toby Smith, brytyjski klawiszowiec, członek zespołu Jamiroquai (zm. 2017)
- 31 października – Rico Bernasconi, niemiecki DJ i producent muzyczny
- 3 listopada – Radosław Wilkiewicz, polski dyrygent, pedagog, skrzypek i wokalista
- 4 listopada
  - Malena Ernman, szwedzka śpiewaczka operowa (mezzosopran)
  - Marcin Żabiełowicz, polski gitarzysta rockowy i bluesowy
- 8 listopada – Diana King, jamajska wokalistka, wykonawca muzyki rhythm and blues
- 16 listopada
  - Steinar Gundersen, norweski muzyk metalowy, kompozytor i instrumentalista
  - Laurent Wolf, francuski DJ i producent muzyczny
- 20 listopada – Phife Dawg, właśc. Malik Isaac Taylor, amerykański raper (zm. 2016)
- 28 listopada – Steve Smyth, amerykański muzyk metalowy, gitarzysta i basista
- 29 listopada – Sabina Olbrich-Szafraniec, polska śpiewaczka operowa, operetkowa, musicalowa (sopran), pedagog
- 3 grudnia – Katarzyna Skrzynecka, polska aktorka, piosenkarka, prezenterka, autorka tekstów i kompozytorka
- 10 grudnia – Kevin Sharp, amerykański piosenkarz country (zm. 2014)
- 13 grudnia – Danny Lohner, amerykański industrialny muzyk, multiinstrumentalista, producent, programista i kompozytor
- 14 grudnia
  - Nicholas Angelich, amerykański pianista (zm. 2022)
  - Anna Maria Jopek, polska wokalistka, pianistka, kompozytorka, autorka tekstów piosenek, producentka nagrań
- 18 grudnia – DMX, właśc. Earl Simmons, amerykański raper, autor tekstów i aktor (zm. 2021)
- 21 grudnia
  - Paweł Gancarczyk, polski muzykolog, profesor IS PAN, redaktor naczelny kwartalnika muzykologicznego „Muzyka”
  - Dejan Prešiček, słoweński saksofonista i pedagog
- 23 grudnia – Amjad Sabri, pakistański muzyk qawwali (zm. 2016)
- 24 grudnia – Przemysław Branny, polski aktor i pieśniarz
- 25 grudnia – Krzysztof „K.A.S.A.” Kasowski, polski kompozytor i wokalista
- 29 grudnia – Dallas Austin, amerykański kompozytor, producent muzyczny, gitarzysta i klawiszowiec
- 30 grudnia – Traa Daniels, amerykański muzyk rockowy, gitarzysta basowy zespołu P.O.D.

## Zmarli
- 2 stycznia – Piotr Rytel, polski kompozytor, pedagog i krytyk muzyczny (ur. 1884)
- 4 stycznia – Sylwester Czosnowski, polski dyrygent i pedagog muzyczny (ur. 1908)
- 5 stycznia – Roberto Gerhard, hiszpański kompozytor (ur. 1896)
- 15 stycznia – Vytautas Bacevičius, litewski kompozytor i pianista (ur. 1905)
- 24 stycznia – Othmar Klose, austriacki kompozytor, także aranżer i autor tekstów (ur. 1889)
- 31 stycznia – Slim Harpo, amerykański wykonawca muzyki bluesowej (ur. 1924)
- 11 lutego – Emil Ábrányi, węgierski kompozytor, dyrygent i krytyk muzyczny (ur. 1882)
- 12 lutego – André Souris, belgijski kompozytor, dyrygent i muzykolog (ur. 1899)
- 17 lutego – Alfred Newman, amerykański kompozytor filmowy (ur. 1901)
- 20 lutego
  - Stanisław Nawrot, polski dyrygent i kompozytor (ur. 1885)
  - Albert Wolff, francuski dyrygent i kompozytor pochodzenia holenderskiego (ur. 1884)
- 21 lutego – Edward Ciuksza, polski mandolinista (ur. 1905)
- 10 marca – Edward Statkiewicz, polski skrzypek i pedagog (ur. 1921)
- 21 marca – Eugeniusz Nako, właśc. Eugeniusz Władysław Nakoneczny, polski oficer, muzyk, kompozytor (ur. 1916)
- 12 kwietnia – Kerstin Thorborg, szwedzka śpiewaczka operowa (alt) (ur. 1896)
- 11 maja – Johnny Hodges, amerykański saksofonista i klarnecista jazzowy (ur. 1907)
- 13 czerwca – Gonzalo Roig, kubański pianista, skrzypek i kompozytor (ur. 1890)
- 16 czerwca
  - Heino Eller, estoński kompozytor i pedagog (ur. 1887)
  - Lonnie Johnson, amerykański bluesman, gitarzysta (ur. 1900)
- 25 czerwca – Józef Bryjka, polski skrzypek ludowy (ur. 1889)
- 14 lipca – Luis Mariano, właśc. Mariano Eusebio González y García, francuski śpiewak operetkowy (tenor), aktor i artysta telewizyjny narodowości baskijskiej (ur. 1914)
- 29 lipca
  - John Barbirolli, brytyjski dyrygent i wiolonczelista (ur. 1899)
  - Ionel Perlea, rumuński kompozytor i dyrygent (ur. 1900)
- 30 lipca – George Szell, amerykański dyrygent, kompozytor i pianista pochodzenia węgierskiego (ur. 1897)
- 10 sierpnia – Bernd Alois Zimmermann, niemiecki kompozytor (ur. 1918)
- 14 sierpnia – Wano Muradeli, radziecki kompozytor (ur. 1908)
- 2 września – Kees van Baaren, holenderski kompozytor (ur. 1906)
- 18 września – Jimi Hendrix, amerykański muzyk rockowy (ur. 1942)
- 1 października – Petar Konjović, serbski kompozytor (ur. 1883)
- 4 października
  - Janis Joplin, amerykańska wokalistka rockowa (ur. 1943)
  - Stanisław Urstein, polski pianista-akompaniator, dyrygent, pedagog (ur. 1915)
- 14 października – Juliusz Kandziora, polski kompozytor, dyrygent i organista; powstaniec śląski (ur. 1898)
- 1 listopada – Georg Ludwig Jochum, niemiecki dyrygent (ur. 1909)
- 6 listopada – Agustín Lara, meksykański kompozytor (ur. 1897)
- 19 listopada – Marija Judina, rosyjska pianistka (ur. 1899)
- 25 listopada – Albert Ayler, amerykański saksofonista jazzowy (ur. 1936)

## Albumy

### polskie
- Grupa ABC Andrzeja Nebeskiego – ABC
- 70a – Breakout
- Na fujarce – Czerwone Gitary
- Czerwone Gitary – Czerwone Gitary
- Człowieczy los – Anna German
- Marek Grechuta & Anawa – Marek Grechuta i zespół Anawa
- Daj mi świat – Stenia Kozłowska
- Enigmatic – Niemen Enigmatic
- Jerzy Połomski – Jerzy Połomski
- Żyj mój świecie – Maryla Rodowicz
- Od wschodu do zachodu słońca – Skaldowie

### zagraniczne
- Let It Be – The Beatles
- Black Sabbath – Black Sabbath
- Paranoid – Black Sabbath
- Solid Bond – Graham Bond
- The Art of the Improvisers – Ornette Coleman
- Daughter of Time – Colosseum
- Live Cream – Cream
- Bitches Brew – Miles Davis
- Miles Davis at Fillmore: Live at the Fillmore East – Miles Davis
- Deep Purple in Rock – Deep Purple
- Morrison Hotel – The Doors
- New Morning – Bob Dylan
- Self Portrait – Bob Dylan
- Kiln House – Fleetwood Mac
- Trespass – Genesis
- Band of Gypsys – Jimi Hendrix
- ABC – The Jackson 5
- Third Album – The Jackson 5
- Benefit – Jethro Tull
- King of the Delta Blues Singers, Vol. II – Robert Johnson
- In the Wake of Poseidon – King Crimson
- Lizard – King Crimson
- Led Zeppelin III – Led Zeppelin
- Atom Heart Mother – Pink Floyd
- Cold Fact – Rodriguez
- Get Yer Ya-Ya’s Out! – The Rolling Stones
- Bridge Over Troubled Water – Simon & Garfunkel
- Third – Soft Machine
- Fun House – The Stooges
- Live at Leeds – The Who
- Time and a Word – Yes
- Burnt Weeny Sandwich – Frank Zappa
- Chunga’s Revenge – Frank Zappa
- Weasels Ripped My Flesh – Frank Zappa
- Goldilocks – Bing Crosby, Kathryn Grant Crosby, Mary Crosby oraz Nathaniel Crosby
- My Woman, My Woman, My Wife – Dean Martin
- In Concert at the Troubadour, 1969 – Ricky Nelson
- Rick Sings Nelson – Ricky Nelson
- Perry Como in Person at the International Hotel, Las Vegas – Perry Como
- It’s Impossible – Perry Como

## Muzyka poważna
- VIII Międzynarodowy Konkurs Pianistyczny im. Fryderyka Chopina
- Powstaje MAP (Musicians at Play) Lukasa Fossa

## Film muzyczny
- Elvis: Tak to jest – Elvis Presley

## Nagrody
- Konkurs Piosenki Eurowizji 1970
  - „All Kinds of Everything”, Dana